# 빈프억성
빈프억성(베트남어: Bình Phước / 平福省)은 베트남의 오래된 지방이다. 2025년 6월 12일, 빈프억성 성이 동나이성 편입되었다.

## 역사
빈프억 성은 베트남 공화국(남베트남) 당시에는 프억롱성과 빈롱성이었다. 1976년 두 성은 송베성의 일부가 되었으나, 1997년 송베성이 해체되면서 빈프억 성이 분리되어 나왔다. 월남전 당시 수 차례의 전투가 벌어졌는데, 1965년 5월의 송베 전투, 1965년 6월의 동쏘아이 전투, 1972년 4월의 록닌 전투, 1974년 12월부터 이듬해 1월까지 벌어진 프억롱 전투가 그것이다. 결국 1975년 1월 7일 새벽, 베트남 공화국의 성도들 중에서는 처음으로 프억롱성의 성도 프억빈이 베트콩에 함락되었다.

## 행정구역
베트남 최대의 도시인 호찌민 직할시 북쪽에 위치하며 행정구역상 8개 현으로 나뉜다.

### 시
- 동쏘아이 시 (Đồng Xoài / 屯𣒱)

### 시사
- 빈롱 시사 (Bình Long / 平隆)
- 쩐타인 시사 (Chơn Thành / 眞誠)
- 프억롱 시사 (Phước Long / 福隆)

### 현
- 부당현 (Bù Đăng / 蒲登)
- 부돕현 (Bù Đốp / 蒲𧎛)
- 부자멉현 (Bù Gia Mập / 蒲家䏜)
- 동푸현 (Đồng Phú / 同富)
- 헌꽌현 (Hớn Quản / 漢廣)
- 록닌현 (Lộc Ninh / 祿寧)
- 푸찌엥현 (Phú Riềng / 富萾)

## 경제
가장 중요한 산업은 임업이다.

## 민족
평균 인구밀도는 1[[km2]]당 114.3명이다. 주민은 주요 인종인 베트남인을 비롯하여 눙족, 따이족, 그리고 캄보디아의 크메르인과 인종적으로 동일한 종족인 크메르 크롬 등 소수 인종으로 구성된다.